# Francisca de Pedraza
Francisca de Pedraza (Alcalá de Henares, finales siglo XVI-mediados del siglo XVII) huérfana humilde que sufrió violencia contra la mujer y consiguió que la corte de justicia de la histórica Universidad de Alcalá lo reconociera, en 1624.

## Biografía

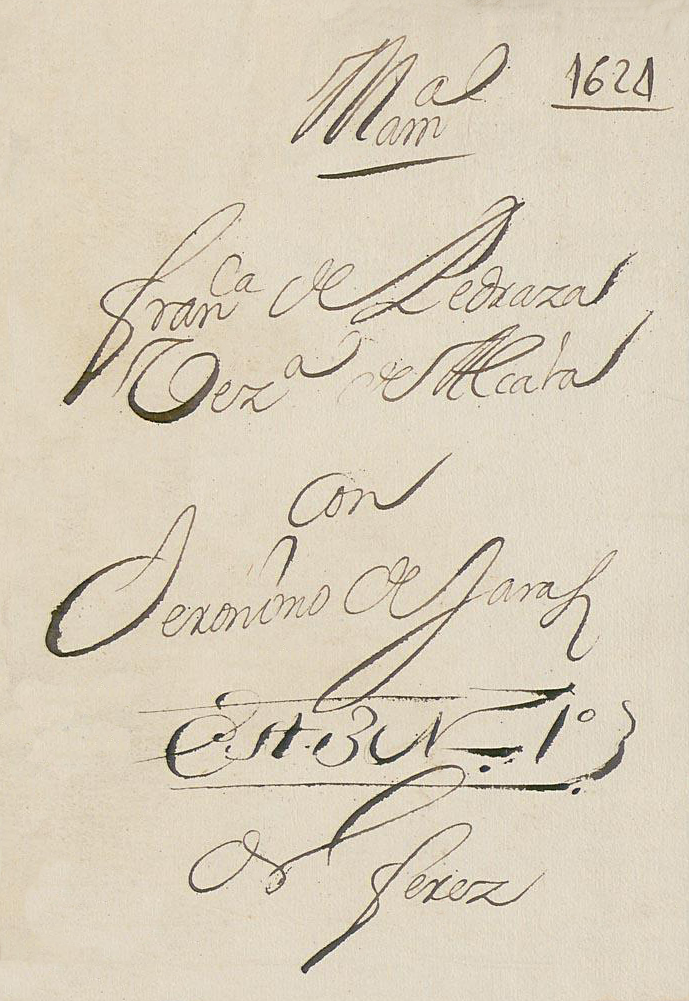
Sentencia de la Universidad de Alcalá a favor de Francisca de Pedraza (1624).

La infancia de Francisca de Pedraza, huérfana de padres, transcurrió en el colegio de doncellas del convento de San Juan de la Penitencia, fundado en Alcalá de Henares por encargo del cardenal Cisneros a Gregorio Fernández, canónigo de la Colegiata de los santos Justo y Pastor, en 1508. Funcionó como tal, y como hospital de mujeres, hasta 1884. Hoy solo se conserva la nave de la iglesia, habiéndose reconstruido el resto del edificio, que hoy recibe el nombre de "Casa de la Entrevista".
En los conventos, las niñas recibían la educación necesaria para las labores del hogar y llevaban una vida pseudo-eclesiástica que les podía permitir tomar los hábitos como novicias en el caso de que no llegaran a casarse, lo que era el estatus deseado para lo que se consideraba como "una mujer de bien" en la época. Si llegaban al matrimonio, se les otorgaba una pequeña dote de dos reales. Al menos, las huérfanas recibían algo de educación, al contrario que el resto de mujeres de bajo estrato social, que no tenían acceso a ninguna por considerarse innecesario para las personas de este género.
Jerónimo de Jaras, miembro de una conocida familia propietaria de un negocio de bienes inmuebles de Alcalá, la vio en los alrededores del convento y se decidió a pedir su mano a la priora, Francisca de Orozco, en 1612. Cuando esto sucedía, se concedía con facilidad, ya que significaba una carga económica menos para la comunidad clerical, sin tener en cuenta ninguna referencia del peticionario. De Jaras era un individuo pendenciero y aficionado al alcohol desde antes de casarse, y no cesó en su actitud tras el matrimonio. En la noche de bodas ya demostró ser un hombre violento con su esposa.
En 1614, Francisca realiza su primer intento de separación huyendo al convento donde había sido criada aprovechando una ausencia de Jerónimo, y solicitando que le permitieran vivir en un domicilio diferente. De Jaras va a buscarla y se la lleva de nuevo al hogar familiar con una simple advertencia de que solo debe pegar a su mujer lo necesario para que sea obediente.
En 1618, Francisca se decide a presentar su caso ante Gutierre Marqués de Careaga, el corregidor de Alcalá, que se ve incapaz de hacer nada por ser el matrimonio un asunto "de Dios". La deriva a la jurisdicción eclesiástica, por lo que ella habla con su confesor, que le dice que debe soportarlo porque es un comportamiento normal.
Para 1620 ya había tenido dos hijos y un aborto. Las violaciones, vejaciones y amenazas de muerte no cesaban, extendiéndose a sus vástagos. Interpone una demanda de nulidad en el Palacio Arzobispal. Acuden varios testigos, incluyendo a Marqués de Careaga, para hablar en favor de Francisca. Aun así, se le deniega la petición.
En 1622, estando embarazada, sale a pasear por los alrededores de la catedral. Jerónimo la ve y le propina una paliza semejante que hace que el feto salga disparado del cuerpo en la acera. Francisca acude de nuevo a la autoridad eclesiástica con muchos más testigos, y recibe como sentencia favorable la indicación a su marido de que la trate con amor.
Finalmente, en el año 1624, Francisca consigue que, durante su visita a España, el nuncio papal vea su caso. Monsignor Innocenzo Massimo había estudiado tanto Derecho Canónico como Derecho Civil, por lo que recomienda que plantee su demanda a través de la Audiencia Escolástica Universitaria. Se hace cargo el joven rector Álvaro de Ayala, que en menos de tres meses le concede una sentencia de separación matrimonial, la devolución de su dote y la mitad de los bienes del matrimonio, además de una orden de alejamiento erga omnes.
Los rectores solo estaban en el cargo durante un año, conque Jerónimo esperó para recurrir la sentencia. No tuvo suerte, ya que el sucesor de Ayala fue otro hombre de excelente moral, Dionisio Pérez Manrique de Lara. La sentencia fue reafirmada.

## Premio Francisca de Pedraza contra la Violencia de Género
En 2016 la Asociación Francisca de Pedraza creó el "Premio Francisca de Pedraza contra la violencia de género". Su jurado lo componen representantes de las instituciones de Alcalá de Henares (Universidad de Alcalá, Ayuntamiento de Alcalá, Colegio de Abogados de Alcalá de Henares, Universidad Manuela Beltrán (Colombia), además de personas y entidades expertas en violencia de género y las personas o instituciones ganadoras del premio en sus diferentes ediciones  El objetivo de este premio es reconocer y distinguir a aquellas personas, colectivos, entidades o instituciones que destaquen en la prevención y erradicación de la violencia contra la mujer.
El acto de entrega de los Premios se celebra en el Paraninfo de la Universidad de Alcalá, en torno al 25 de noviembre, Día Internacional de la Eliminación de la Violencia contra la Mujer. El busto que se entrega como premio, fue modelado por Pilar Vicente de Foronda en 2016. El certamen inicialmente constaba de dos categorías: Premio y Diploma de reconocimiento; pero desde 2019 se incorpora una nueva categoría, que pretende reconocer las acciones directas que empresas y entidades del tercer sector realizan respecto a la empleabilidad de las mujeres víctimas de violencia de género.

## Suite orquestal Francisca de Pedraza
La "Suite orquestal Francisca de Pedraza" es una obra de Fernando Furones, por encargo de la Orquesta Filarmónica Cervantina de las 25 Villas. Es un símbolo cultural contra la violencia de género, gracias a la colaboración de la Consejería de Educación, Cultura y Deportes de la Junta de Comunidades de Castilla-La Mancha, la Universidad de Alcalá, la Red de Ciudades Cervantinas y la Asociación de Mujeres Progresistas de Alcalá de Henares.

## Literatura
- Almudena del Mazo Revuelta. Francisca de Pedraza. Mujer y Media. Decir no en la España del Siglo de Oro. Madrid: Ed. Instituto Quevedo de las Artes del Humor (FGUA) y Editorial Terra Natio; 2018. ISBN 9788494842283
- Olalla García. La buena esposa. Barcelona: Ed. B; 2022. ISBN 9788466672726
- 399 años después. Estrenada en el Paraninfo de la Universidad de Alcalá el 25/11/2023.[10]

## Reconocimiento

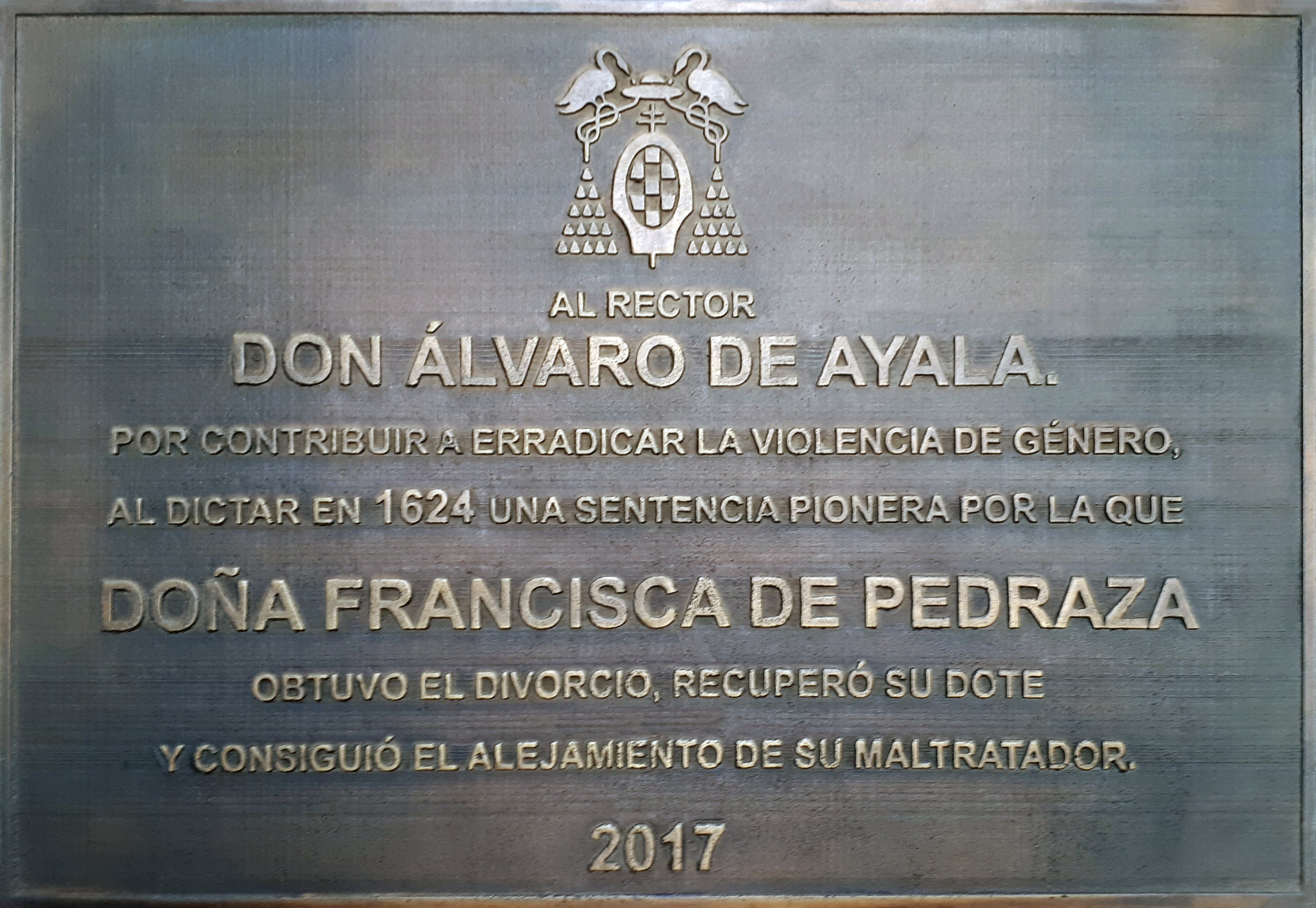
Placa dedicada a Francisca de Pedraza por la Universidad de Alcalá (2017).

- 2017: Placa dedicada al rector Álvaro de Ayala y a Francisca de Pedraza en el patio de Santo Tomás de Villanueva de la Universidad de Alcalá.
- 2021: Tiene a su nombre un instituto público de enseñanza secundaria en Alcalá de Henares.[11]

## Referencias

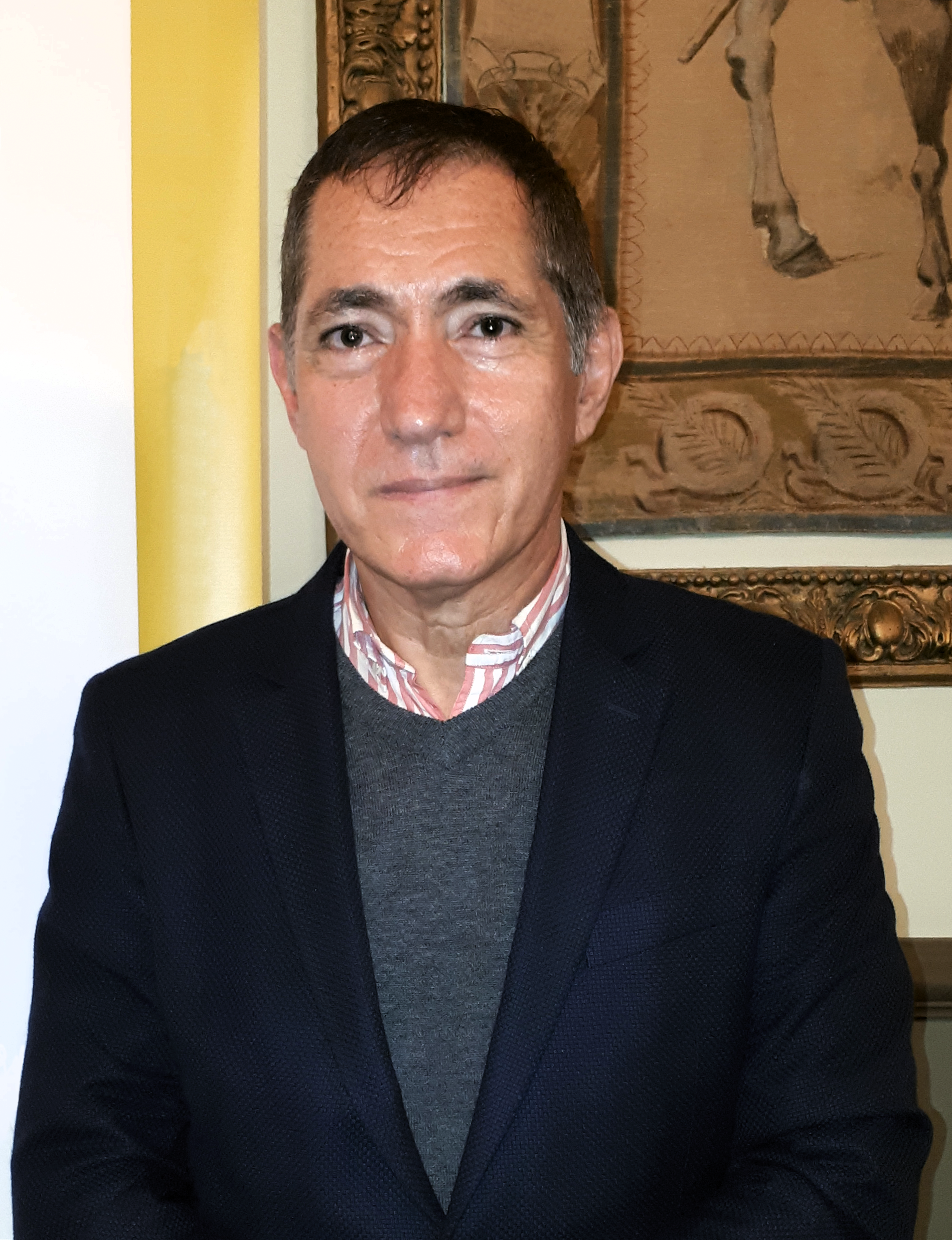
Ignacio Ruiz Rodríguez descubridor de los procesos judiciales protagonizados por Francisca de Pedraza.